# 宜蘭市
宜蘭市，舊稱「五圍」:14，位於台灣蘭陽平原精華區的中央，為宜蘭縣縣治所在地。全市面積為29.4080平方公里，是全臺面積最小的縣轄市；市內人口約有9.5萬人，為宜蘭縣人口最多的城市。
1810年宜蘭縣區納入清版圖，1812年正式設廳治理，五圍（今宜蘭市）成為廳治。1813年，宜蘭城修築完成，城內設施在數年內一一完備，宜蘭城儼然成為蘭陽平原的政治、經濟、文教中心。1940年，成為日治時期的州轄市。1945年，改為縣轄市。1950年，改隸宜蘭縣，並為縣治。在歷史背景與豐厚的文化資源條件下，宜蘭市也被譽為宜蘭縣的文教特區。因此，境內有縣政府、縣議會、縣史館等全縣級的設施。

## 歷史
宜蘭市舊名「五圍」，係清嘉慶年間福建漳州漳浦人吳沙於1796年得柯有成等人資助，廣招漳、泉、粵三籍流民進入蛤仔難地區，建築土圍為根據地:12，依開墾先後為頭圍（今頭城鎮頭城街，1796年開墾）:12、二圍（今頭城鎮二城里，1798年開墾）:12、三圍（今礁溪鄉三民村，1798年開墾）:12、四圍（今礁溪鄉吳沙村，1799年開墾）:13、五圍（1802年開墾）等地，五圍即今之宜蘭市:14。
荷西時期，1626年5月11日，西班牙人到達臺灣最東點，將其命名為「Santiago」（三貂角），12日至雞籠，16日佔領今基隆和平島，建立「聖薩爾瓦多」城:2。1632年，佔領產金甚多的蛤仔難沿岸，稱「Santa Catarina」。1633年，招撫各社原住民。1634年，在蛤仔難建立教堂:3。1641年，荷蘭東印度公司聽聞距淡水一日半行程的蛤仔難有產金地，於是派遣探險隊前往探採沙金。1642年9月4日，西班牙人遭荷蘭人驅逐出境:4。1644年，荷人聞臺灣東部產金，派上蒙尉（Pinter Boon）往征蛤仔難。蛤仔難24社長老曾至淡水提議和好，9月，荷軍遠征蛤仔難地方，計有44社歸順:4。1661年，鄭成功率軍入臺，4月4日，荷蘭普羅民遮城守軍投降。5月2日，改赤崁地方為東都明京，設一府二縣，一府即承天府，二縣即天興縣、萬年縣，改大員為安平鎮。12月13日，與鄭氏訂約，退出臺灣。1668年5月，雞籠、蛤仔難之荷人始離去，但鄭氏勢力未及，蛤仔難為化外之地:6。
1683年，鄭克塽降清，明鄭亡，臺灣納清版圖，屬福建省臺灣府，轄三縣，即臺灣縣、鳳山縣、諸羅縣:7。蛤仔難地區屬諸羅縣:7。1731年，設淡水廳，蛤仔難歸屬淡水廳管轄:10。1796年，吳沙入墾蛤仔難地區:12，1802年，入墾五圍（今宜蘭市）:14。1808年，閩浙總督方維甸奏請收蛤仔難入版圖:18，1809年，清仁宗確立收蛤仔難入版圖:19，1810年4月，知府楊廷理始籌備噶瑪蘭設廳事宜:20。1812年7月，設噶瑪蘭廳，廳治五圍（今宜蘭市）:22。1875年，沈葆禎等人奏請將臺灣分為二府八縣一廳，9月12日置臺北府，轄淡水、新竹、宜蘭三縣及基隆廳。噶瑪蘭廳改制為宜蘭縣:54，縣治五圍改稱本城堡:25。1885年9月15日，清廷宣布臺灣建省，改福建巡撫為「福建臺灣巡撫」，以劉銘傳為首任巡撫:59。1887年9月8日，全省劃分為三府一直隸州三廳十一縣:60。
1895年，甲午戰爭後，日本與清廷訂立馬關條約，將臺灣收入日本版圖:64。6月28日，臺灣分三縣一廳，宜蘭地區改設宜蘭支廳，隸屬臺北縣:70。1897年5月起，改六縣三廳，宜蘭支廳升格為宜蘭廳。1901年11月，全臺分二十廳，宜蘭正式成為一級行政區:76。1920年，7月27日，臺灣地方改制，廢宜蘭廳，全臺分五州二廳，改隸臺北州，本城堡屬宜蘭郡管轄:154。10月1日，本城堡改為宜蘭街:156。1940年10月29日，宜蘭街升格為宜蘭市:240。
1945年臺灣由中華民國接管，將日治時期的五州、三廳、十一州轄市（含廳轄市）改為八縣、九省轄市、二縣轄市，宜蘭市為縣轄市，隸屬臺北縣:265:67。1950年調整行政區域，全臺灣劃分為十六縣五省轄市一管理局；10月10日，宜蘭立縣，與臺北縣分治，宜蘭市改隸宜蘭縣，並為宜蘭縣縣治:297、300:68。2014年3月調整行政區域，宜蘭市由40個里調整為38個里。

## 地理

### 地形
宜蘭市位於台灣蘭陽平原精華區的中央，東通壯圍鄉，西連員山鄉，南鄰蘭陽溪與五結鄉相對，北接礁溪鄉。
宜蘭市為蘭陽溪沖積扇沖積層上的一部份，就地質而言，宜蘭沖積扇平原，是由地盤上升與溪川沖積所形成。依台灣地質分區則屬濱海平原地質區。再依據過去之研究，蘭陽溪沖積扇地區之沖積層由暗灰色及黃褐色之沙、礫、黏土而成，厚度約在數十公尺以上，底土為黏土質壤土，即粉沙質黏壤土，屬於全新世非海相沉積層，此種沖積層是第四系之現世層:142。
蘭陽溪沖積扇是宜蘭平原之根據，因其形成期較早，故地面平坦。其扇頂高度約200公尺，在牛鬥附近，扇端高約10公尺， 約在羅東宜蘭鐵路線之西，而扇徑約19公里:142。

### 水文
宜蘭市主要河川有蘭陽溪、宜蘭河:148—160。
蘭陽溪是宜蘭地區最主要、最大且最長的一條河流，貫流於雪山山脈與中央脊樑山脈之間，發源於今南湖北山3535公尺的思源埡口附近，接近大甲溪的源頭，但與其背道而馳本溪上游流於峽谷之中，向東北方向流，其上游重要支流有馬當溪、逸久溪、米磨登溪、四重溪:148。蘭陽溪的支流皆短小，主要以清水溪（發源於中央山脈）和冷水溪（發源於雪山山脈）兩支流為主。冷水溪經過宜蘭市之北後，向東南流至廍後（壯圍鄉）附近，流入蘭陽溪，為今日之宜蘭河（川），即古稱廍後溪者；向東北流者為頭圍溪，沿海岸北流至烏石港入海:150。
宜蘭河是蘭陽溪水系北岸的主流，由北而南先後有小礁溪、大礁溪、五十溪及大湖溪等四條小支流匯集而成:154。宜蘭河發源於海拔109公尺，主流長25公里，從員山大橋至出海口流長17.25公里，比降1/300～1/2,000，洪水流量908.00秒/立方公尺，總流域面積149.06平方公里:155。宜蘭河過宜蘭市的下游處，河道流游於五間、七張、十三股之間，因地勢低平，每每在颱風或驟風之際，河道即生變化。而河道的變遷往往造成嚴重水患，以及田園的流失:158。

### 氣候
宜蘭市屬副熱帶海洋性季風氣候，全年溫暖，平均氣溫以七月28度左右最高，一月15度以上最低，年平均溫22.2度，其年平均蒸發量低於800公釐:188、201。年平均相對溼度為85%:190。年雨量充沛，年平均雨量2,776公釐，以四月份的雨量最少，而九月份的雨量最多。年降雨日數為210日，比有雨港之稱的基隆207日多。宜蘭市雨源以5、6月的梅雨、7、8、9月的颱風為主。秋天是西南季風轉為東北季風的過渡時間，其消退的十分快速，又加上宜蘭地區三角洲的地形影響，故秋天多雨:183。
| 宜蘭（1991年至2020年） | 宜蘭（1991年至2020年） | 宜蘭（1991年至2020年） | 宜蘭（1991年至2020年） | 宜蘭（1991年至2020年） | 宜蘭（1991年至2020年） | 宜蘭（1991年至2020年） | 宜蘭（1991年至2020年） | 宜蘭（1991年至2020年） | 宜蘭（1991年至2020年） | 宜蘭（1991年至2020年） | 宜蘭（1991年至2020年） | 宜蘭（1991年至2020年） | 宜蘭（1991年至2020年） |
| 月份                   | 1月                    | 2月                    | 3月                    | 4月                    | 5月                    | 6月                    | 7月                    | 8月                    | 9月                    | 10月                   | 11月                   | 12月                   | 全年                   |
| ---------------------- | ---------------------- | ---------------------- | ---------------------- | ---------------------- | ---------------------- | ---------------------- | ---------------------- | ---------------------- | ---------------------- | ---------------------- | ---------------------- | ---------------------- | ---------------------- |
| 平均高温 °C（°F）      | 19.7 (67.5)            | 20.4 (68.7)            | 22.7 (72.9)            | 25.7 (78.3)            | 28.5 (83.3)            | 31.4 (88.5)            | 33.2 (91.8)            | 32.8 (91.0)            | 30.6 (87.1)            | 27.1 (80.8)            | 24.2 (75.6)            | 20.9 (69.6)            | 26.4 (79.5)            |
| 日均气温 °C（°F）      | 16.6 (61.9)            | 17.1 (62.8)            | 19.0 (66.2)            | 21.9 (71.4)            | 24.7 (76.5)            | 27.3 (81.1)            | 28.9 (84.0)            | 28.6 (83.5)            | 26.8 (80.2)            | 23.8 (74.8)            | 21.1 (70.0)            | 17.9 (64.2)            | 22.8 (73.0)            |
| 平均低温 °C（°F）      | 14.0 (57.2)            | 14.4 (57.9)            | 16.0 (60.8)            | 18.8 (65.8)            | 21.7 (71.1)            | 24.3 (75.7)            | 25.6 (78.1)            | 25.4 (77.7)            | 24.0 (75.2)            | 21.3 (70.3)            | 18.7 (65.7)            | 15.5 (59.9)            | 20.0 (68.0)            |
| 平均降水量 mm（）      | 155.3 (6.11)           | 175.2 (6.90)           | 132.2 (5.20)           | 134.2 (5.28)           | 222.7 (8.77)           | 186.7 (7.35)           | 145.5 (5.73)           | 243.8 (9.60)           | 441.2 (17.37)          | 442.3 (17.41)          | 360.2 (14.18)          | 188.4 (7.42)           | 2,827.7 (111.33)       |
| 平均相對濕度（％）     | 83.5                   | 85.0                   | 84.5                   | 84.6                   | 86.3                   | 85.3                   | 80.9                   | 82.0                   | 83.6                   | 85.5                   | 85.6                   | 83.9                   | 84.2                   |
| 月均日照時數           | 68.5                   | 61.4                   | 82.9                   | 94.1                   | 104.9                  | 144.9                  | 217.1                  | 205.5                  | 153.2                  | 97.5                   | 65.7                   | 63.7                   | 1,359.4                |
| 来源：中央氣象局       |                        |                        |                        |                        |                        |                        |                        |                        |                        |                        |                        |                        |                        |

### 人口
根據宜蘭縣政府民政處及內政部戶政司統計，2024年底宜蘭市戶數約3.9萬戶，人口約9.5萬人，人口密度每平方公里約3,227人，是宜蘭縣人口最多、人口密度第二高的行政區，也是臺灣人口密度第五高的縣轄行政區。市內人口最多與最少的里分別是思源里與大新里，2024年底兩里人口分別為5,410人與831人，其中思源里也是宜蘭縣人口第四大村里；人口密度最高與最低的里分別是中興里與南橋里，2024年底兩里人口密度分別為每平方公里17,324人與839人。2024年底宜蘭市人口年齡構成中，有13.25%是0至14歲人口，67.92%是15至64歲人口，18.82%是65歲以上人口，在宜蘭縣人口超過1萬人的行政區中，是老年人口佔比最低的行政區。

## 政治

### 歷任市長
| 屆次 | 姓名                | 黨籍       | 任職時間                       | 備註               |
| 1    | 黃樹雲              | 無黨籍     | 1952年1月10日－1954年1月9日    | 民選首任           |
| 2    | 陳阿呆（1892-1969） | 無黨籍     | 1954年1月10日－1957年1月9日    |                    |
| 3    | 陳阿呆（1892-1969） | 無黨籍     | 1957年1月10日－1960年1月9日    |                    |
| 4    | 陳朝枝（1910-1989） | 中國國民黨 | 1960年1月10日－1964年3月1日    |                    |
| 5    | 葉煥培              | 中國國民黨 | 1964年3月1日－1968年3月1日     |                    |
| 6    | 葉煥培              | 中國國民黨 | 1968年3月1日－1973年4月1日     |                    |
| 7    | 簡茂松              | 中國國民黨 | 1973年4月1日－1977年12月30日   |                    |
| 8    | 簡茂松              | 中國國民黨 | 1977年12月30日－1982年3月1日   |                    |
| 9    | 林建榮（1946-）     | 中國國民黨 | 1982年3月1日－1986年3月1日     |                    |
| 10   | 吳攀龍（1947-）     | 中國國民黨 | 1986年3月1日－1990年3月1日     |                    |
| 11   | 林建榮              | 中國國民黨 | 1990年3月1日－1994年3月1日     |                    |
| 12   | 林建榮              | 中國國民黨 | 1994年3月1日－1996年2月1日     | 當選立法委員辭職   |
| 代理 | 郭時南（1953-）     | 民主進步黨 | 1996年2月1日－1996年5月3日     |                    |
| 12   | 郭時南（1953-）     | 民主進步黨 | 1996年5月3日－1998年3月1日     | 補選               |
| 13   | 呂國華（1956-）     | 中國國民黨 | 1998年3月1日－2002年3月1日     |                    |
| 14   | 呂國華（1956-）     | 中國國民黨 | 2002年3月1日－2005年12月20日   | 就任宜蘭縣縣長辭職 |
| 代理 | 李玉蕙              | 中國國民黨 | 2005年12月20日－2006年3月1日   |                    |
| 15   | 黃定和（1958-）     | 中國國民黨 | 2006年3月1日－2010年3月1日     |                    |
| 16   | 黃定和（1958-）     | 中國國民黨 | 2010年3月1日－2014年12月25日   |                    |
| 17   | 江聰淵（1969-）     | 民主進步黨 | 2014年12月25日－2018年12月25日 |                    |
| 18   | 江聰淵（1969-）     | 民主進步黨 | 2018年12月25日－2022年12月25日 |                    |
| 19   | 陳美玲（1965-）     | 中國國民黨 | 2022年12月25日－現任           | 首位女性市長       |

### 市政組織

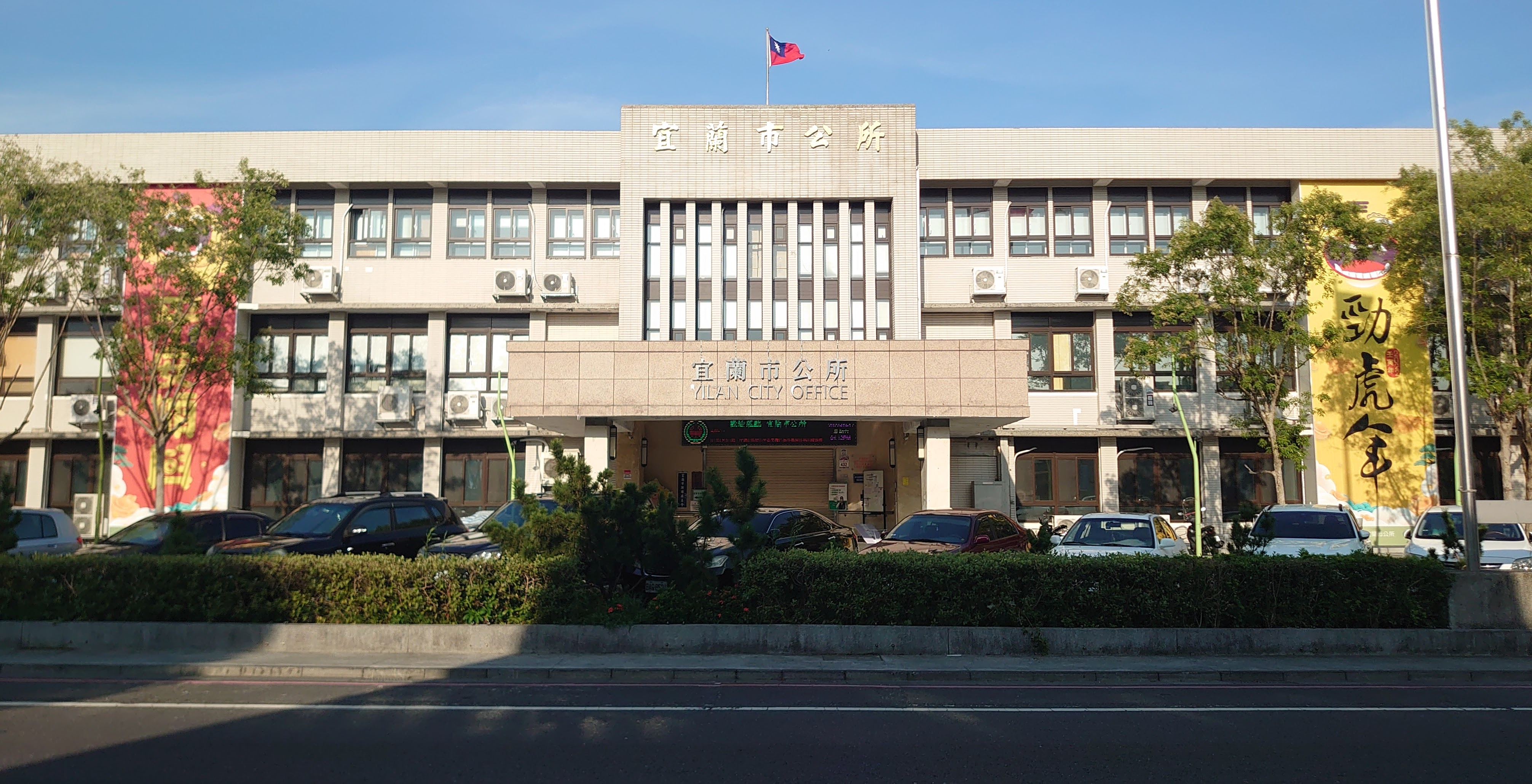
宜蘭市公所

宜蘭市公所是宜蘭市最高層級的地方行政機關，在中華民國政府架構中為縣轄市自治的行政機關，同時負責執行縣政府及中央機關委辦事項，宜蘭市的自治監督機關為宜蘭縣政府。市長由全體市民直接選舉產生，任期為四年，可連選連任一次。宜蘭市公所並置市政會議，為市政最高決策機構，在市長之下，設有5課4室等9個內部單位及5個附屬機關。
宜蘭市民代表會是宜蘭市的最高民意機關，代表宜蘭市全體市民立法和監察市政。市民代表由公民直選選出，任期為四年，可連選連任。宜蘭市民代表會共有16位市民代表，分別為第一選區4席市民代表、第二選區4席市民代表、第三選區5席市民代表、第四選區3席市民代表，主席、副主席由16位市民代表互選產生。

### 行政區
現今宜蘭市行政範圍的確立，來自於1920年，日本將臺灣十二廳改為五州二廳，設宜蘭街屬臺北州宜蘭郡，同時原屬民壯閻堡的壯一及員山堡的金六結也在此時納入市域，宜蘭街新增壯一、金六結二保，成為二十九保:47。1940年10月，宜蘭街由宜蘭郡獨立出來，升格為宜蘭市，直隸於臺北州:55，全市劃分為昭和町區、本町區、文武町區、富士町區、錦町區、榮町區、旭町區、宮前町區、南町區、東町區與北町區十一區:62—63。1943年4月，改劃分為旭町（旭、榮）、錦町（錦、富士）、幸町（文武、宮前）、本町（本、昭和）、 曙町（東）、富田町（南）與川端町（北）七町:63—64。 1946年1月16日，宜蘭市改組為縣轄市，隸屬臺北縣:67。1950年10月，調整行政區域，宜蘭市改隸新成立的宜蘭縣:68。
宜蘭市共轄38個里，其行政區域分佈情形為：
| 次分區 | 里     | 里     | 里     | 里     | 里     | 里     | 里     | 里     | 里     | 里     | 里     |
| ------ | ------ | ------ | ------ | ------ | ------ | ------ | ------ | ------ | ------ | ------ | ------ |
| 北區   | 梅洲里 | 茭白里 | 北津里 | 新生里 | 七張里 |        |        |        |        |        |        |
| 南區   | 凱旋里 | 進士里 | 南橋里 | 南津里 | 建業里 |        |        |        |        |        |        |
| 東區   | 慈安里 | 中興里 | 成功里 | 新東里 | 延平里 | 東村   | 黎明里 |        |        |        |        |
| 西區   | 民權里 | 民族   | 負郭里 | 復興里 | 擺厘里 | 文化里 | 思源里 | 七結里 | 建軍里 | 泰山里 |        |
| 中區   | 神農里 | 小東里 | 大新里 | 菜園里 | 孝廉里 | 北門里 | 西門里 | 南門里 | 中山里 | 東門里 | 新民里 |

| 宜蘭市行政區劃 |
|                |

## 文化

### 布袋戲
宜蘭的布袋戲自公元1850年開始流行，約8寸高的木雕彩繪木偶，以布飾配成木偶的身體，以表演者的五指和手部的動作，在搭建的木「戲台」來把布袋戲演活出來。宜蘭布袋戲可以分為傳統布袋戲、金光布袋戲、霹靂布袋戲三大主題，其中後兩者自1950年代起流行，傳統布袋戲曾經因為「金光」和「霹靂」的興起而一度式微，自1960年代由當地政府和民間團體努力下，現時三者可以並存。

### 文教地點
- 宜蘭演藝廳
- 宜蘭縣文化中心
- 宜蘭美術館

## 教育
傳統時代，學而優則仕，清廷透過科舉將學習優良者選拔成為縣學、府學生，再經過童試、鄉試、會試，成為秀才、舉人、進士，後二者政府給予官職，成為國家的領導階層，但真正進行教育的結構，是各地方的書房、義學、社學、私塾等機構以啟蒙教育為主，其目的為培養基本讀書及識字能力，進而培養學生應科舉考試的基礎:2、12。1812年，知府楊廷理以宋代理學名家楊龜山之名，於噶瑪蘭廳創建仰山書院，但未及延聘老師授課，屋舍就已傾圮廢置。1819年，通判高大鏞草創章程，延聘湖南湘潭歲貢生楊典山為院長，寄居衙署內主講。1821年，姚瑩整頓章程，附入淡水廳學。並延請拔貢李維揚在文昌宮主講，當時從師肄業生共80名:49。1825年，通判呂志恆借用文昌宮進行講課活動:49—50。1830年，通判薩廉將文昌宮東廂房舊址修建為仰山書院:48、50。1832年，通判仝卜年於文昌廟右側，重新籌建書院一所，至此，仰山書院始具規模:50。
日本領臺後，1895年在天后宮成立宜蘭第一所學校「明治語學校」，由於不使用教科書，主要是教授事務名稱及日常用語。為補習教育性質，校舍是借用的，修業時間不固定，學生的流動亦十分頻繁:61—63。1896年，全臺設立14所「國語傳習所」:61，宜蘭國語傳習所於8月20日舉行開所典禮，22日正式上課，宜蘭地區的新式教育於焉展開:63—64。1898年，總督府實施公學校令，10月改設為宜蘭公學校:230。1900年，宜蘭小學校成立，招收日籍學生就讀:237—238。1902年，改名宜蘭尋常高等小學校:72。1918年，宜蘭公學校分出宜蘭女子公學校:80、247，宜蘭公學校設美福分校，1921年，獨立為壯二公學校，1924年，改名壯四公學校:263。1941年，公學校和小學校與日本同步，一律更名為國民學校，宜蘭尋常高等小學校改為宜蘭國民學校（今光復國小），宜蘭公學校改為旭國民學校（今中山國小），宜蘭女子公學校改為向陽國民學校（今宜蘭國小），壯四公學校改為東國民學校（今黎明國小），員山第二公學校改為南國民學校（今育才國小）:101，並增設北國民學校（今力行國小）:269。
1945年，戰後學制改革，廢除原有之國民學校高等科，原有公立中等學校更易為省立，高等學校改制為高級中學，高等女學校改為女子中學，各實業學校改為職業學校，實施三三學制:111。爾後又陸續增設南屏國校、新生國校、凱旋國校:118—119。1967年6月，推行九年國民教育，將國民教育分為兩階段，前六年為國民小學，後三年為國民中學，國民學校即改為國民小學，初級中學即改為國民中學，於1968年正式實施九年國民教育:125—126。
宜蘭市現有大專院校兩所，國立宜蘭大學:158與國立陽明交通大學蘭陽校區，公立高級中等學校三所，分別有國立蘭陽女子高級中學、國立宜蘭高級中學等普通型高級中等學校二校，以及國立宜蘭高級商業職業學校等技術型高級中等學校一校:111。其他公立教育機構計有4所國民中學:127、9所國民小學:229—291。

## 交通

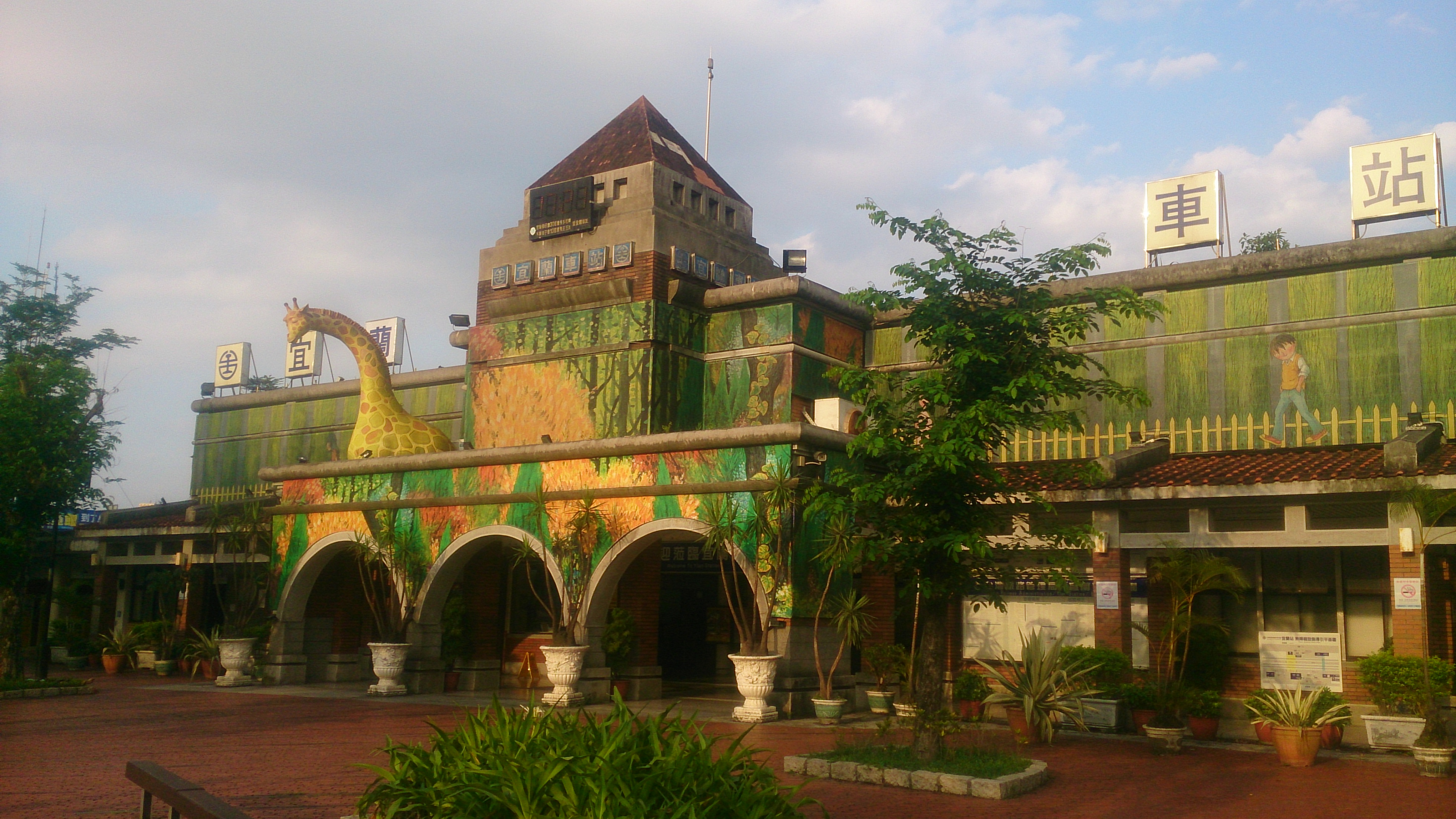
宜蘭車站

### 鐵路
臺灣鐵路管理局
- 宜蘭線：宜蘭車站

### 國道
- 國道五號（蔣渭水高速公路）
  - 38 宜蘭 宜蘭交流道

### 省道
- 台7線：北部橫貫公路
  - 台7丁線
- 台9線：北宜公路

### 縣道
- 縣道190號：進士-古結
- 縣道191號：得陽-東城
  - 縣道191甲線：頂埔-美城
  - 縣道191乙線:美城-宜蘭
- 縣道192號：美宜-大福
  - 縣道192甲線：龍潭湖-美宜

### 公車資訊

#### 國道客運
- 首都客運（首都之星）
  - 1571 市府轉運站－－－宜蘭轉運站 (宜蘭直達車)
  - 1572 市府轉運站－－－礁溪轉運站－宜蘭轉運站－羅東轉運站 (羅東全程車)

- 國光客運
  - 1878 圓山－－南港轉運站－南港展覽館站－環東大道－－－宜蘭

- 葛瑪蘭客運
  - 1915A 板橋－台北－－－－礁溪－宜蘭－羅東
  - 1915B 板橋－台北－環東大道－－－礁溪－宜蘭－羅東
  - 1915C 板橋－台北－－文山路－－礁溪－宜蘭－羅東
  - 1916 板橋－台北－－－宜蘭轉運站
- 統聯客運
  - 1661 桃園機場－礁溪轉運站－宜蘭轉運站－羅東轉運站
  - 1665 新店－公館－國三甲－北二高－北宜高－礁溪轉運站－宜蘭轉運站
  - 1665A 新店－公館－國三甲－北二高－北宜高－宜蘭轉運站

#### 公路客運
- 國光客運
  - 1751 宜蘭－梨山（經武陵農場）

#### 宜蘭縣市區公車
- 國光客運
  - 紅1 外澳－宜蘭轉運站（例假日行駛）
  - 紅2 宜蘭轉運站－南方澳（例假日行駛）
  - 綠12 宜蘭轉運站－松羅（例假日行駛）
  - 綠15 宜蘭轉運站－大礁溪橋（例假日行駛）
  - 綠18 宜蘭轉運站－頭城車站
  - 795 大福－梅洲社區/慈航宮
  - 1743 宜蘭轉運站－松羅
  - 1744 宜蘭－南山村
  - 1745 宜蘭－羅東轉運站－南山村
  - 1750 宜蘭－太平山（例假日行駛）
  - 1766 南方澳－烏石港（平日行駛）
  - 1767 南方澳－烏石港（經羅東高中）
  - 1783 宜蘭轉運站－龍潭（經大坡）
  - 1784 宜蘭轉運站－匏崙（經大坡）
  - 1785 宜蘭轉運站－圳頭（經內員山）
  - 1786 宜蘭轉運站－內城（經深溝）
  - 1787 宜蘭轉運站－東港（經公館）
  - 1788 宜蘭轉運站－大福（經公館）
  - 1789 宜蘭轉運站－大礁溪（經枕頭山）
  - 1790 宜蘭轉運站－頭城（經竹安）

- 葛瑪蘭客運
  - 751 宜蘭轉運站－普門醫院
  - 752 宜蘭轉運站－台北榮總員山分院
  - 753 宜蘭轉運站－雙連埤
  - 755 宜蘭轉運站－望龍埤
  - 771 慈安路－金六結
  - 772 大坡－縣政西路
  - 791 宜蘭火車站－城仔
  - 793 宜蘭轉運站2－永鎮廟

## 旅遊

### 公園廣場
- 幾米廣場：位於宜蘭火車站的廣場；以繪本作家幾米的作品為主體，在廣場內設置許多的裝置藝術，吸引諸多遊客於此駐足攝影。
- 新月廣場：於2008年11月20日開幕，為宜蘭縣最大的購物廣場。此地為宜蘭監獄舊址(現遷至三星鄉)。
- 宜蘭河濱公園
- 宜蘭運動公園
- 宜蘭中山公園：公園內有宜蘭演藝廳。
- 宜蘭碧霞宮：又稱岳武穆聖王廟。
- 陽明老樹廣場

### 古蹟與歷史建築
- 舊糧食局宜蘭辦公廳
- 舊宜蘭縣議會
- 第一商業銀行宜蘭分行
- 開蘭進士楊士芳旗杆座
- 宜蘭濁水溪治水工事竣工紀念碑
- 蘭陽女中校門暨傳達室
- 宜蘭磚窯
- 舊宜蘭菸酒賣捌所
- 林氏家廟追遠堂
- 宜蘭五穀廟舊廟
- 獻馘碑（中山公園內）
- 舊宜蘭監獄門廳
- 宜蘭設縣紀念碑
- 舊主秘公館
- 舊農校校長宿舍
- 宜蘭設治紀念館
- 西鄉廳憲德政碑

### 其他
- 金同春圳
- 宜蘭縣政特區：同時設有宜蘭縣政府、宜蘭縣議會、宜蘭地方法院的行政特區。如同公園一般的造景。
- 宜蘭舊機場：神風特攻隊的飛行基地。
- 陳氏家廟鑑湖堂及落羽松林
- 宜蘭孔子廟：為清同治四年(1865年)初建。
- 宜蘭文昌廟：又稱文武廟，興建於1818年。
- 武營廟：1851年建立，大道里的大樹公廟。
- 宜蘭新民堂：主祀雷都光耀大帝。
- 甲子蘭酒文物館：在宜蘭酒廠內設置兼具觀光與商業的景點。
- 友愛休閒商業大樓：是目前宜蘭市區最高的商業大樓。
- 力新路16巷石敢當：縣內唯一建廟的石敢當。
- 宜蘭五穀廟：舊稱先農壇，主祀神農大帝。
- 宜蘭東嶽廟：原風雲雷雨壇，主祀東嶽大帝。
- 昭應宮：創建於清嘉慶十三年，為縣定古蹟。
- 南興廟：位在南館市場樓頂，主祀註生娘娘。
- 普宜精舍：六層樓挑高的圓弧形建築，宛如層層蓮花瓣，清淨莊嚴。[12]
- 佛光山蘭陽別院：原為百餘年之古剎「雷音寺」，後重建成一棟17層高的佛教大樓。

- 東門夜市

## 國際交流
- 1988年10月7日，宜蘭市率先與美國堪薩斯州黎霧市締結姊妹市盟約，促進兩市間教育文化的交流，建立雙邊友好的國際關係。
- 1994年11月14日與美國加利福尼亞州馬德拉市締盟為姊妹市。其間有多次互訪拜會，特別是本市當代絲竹樂團亦多次受邀成功地演出，讓雙方友誼順利進展，學術文化享譽國際。
- 1999年更配合國際童玩節，舉辦「宜蘭踩街行」活動，與外賓分享宜蘭城的文化風貌，已建立良好的國際形象及提高宜蘭市的知名度。
- 2003年10月24日市長呂國華率團訪問美國堪薩斯州黎霧市為「宜蘭公園」落成啟用儀式。
- 2005年10月9日黎霧市長佩吉·鄧恩（Peggy Dunn）率團訪問宜蘭市參加黎霧橋揭牌儀式並捐贈5000美元，為市立圖書館館藏之用。
- 2019年7月18日市長江聰淵於美國馬里蘭州洛克維爾市與該市布麗姬特·紐頓（Bridget Newton）市長正式簽署締盟協議，洛市正式成為宜蘭市的第三個姊妹市。[13]

### 姊妹城市
| 洲別   | 國家 | 轄區名       | 友好城市名              | 締約時間       |
| 北美洲 | 美国 | 堪薩斯州     | 黎霧市（Leawood）       | 1988年10月7日  |
| 北美洲 | 美国 | 加利福尼亞州 | 馬德拉市（Madera）      | 1994年11月14日 |
| 北美洲 | 美国 | 馬里蘭州     | 洛克維爾市（Rockville） | 2019年7月18日  |

## 商圈
宜蘭市著名的商圈有東門商圈、新民商圈和神農商圈三處。

### 東門商圈
東門商圈位於宜蘭市東港陸橋下，緊鄰宜蘭火車站，交通便利，因而成為溪北地區人氣最旺的地方。歷史悠久的東門夜市，販賣各式蘭陽小吃。東門夜市的百貨商品也和小吃齊名。

### 新民商圈
新民商圈位於宜蘭市北起新民路南至光復路附近，座落於宜蘭火車站前之黃金商業地段，是旅客入境宜蘭市必經「門戶」，其環狀商圈目前已成為本市食、衣、住、行、育、樂之集匯中心，活性化的商業發展趨勢，已斐然有成，聲名卓著。在「行」的優勢上，四通八達的市區交通網絡，更突顯其有利的天然條件。南館市場樓頂有南興廟。

### 神農商圈
神農商圈位於宜蘭市神農路1段、2段附近，地處宜蘭市之交通運輸要道，目前已成為精華地帶，是蘭陽平原北上南下之交通要衝，舉凡民生業類均在此匯集流暢，而多元化的商業發展趨勢，已斐然有成。近國立宜蘭大學、蘭城新月廣場是目前東台灣最大的購物中心及百貨公司。

## 美食
宜蘭市具代表性的美食包括鴨賞、牛舌餅等傳統食品。

## 外部連結
- 宜蘭市公所 （页面存档备份，存于）
- 宜蘭市公所的Facebook專頁
- YouTube上的宜蘭市公所頻道